# 문미월
문미월(文美月, 1970년~)은 일본의 실업가이다.

## 수상
- 2020년: 「식품산업 아까운 대상」 특별상. (구사명 뷰티풀 스마일로 수상)[1]
- 2022년:「일본 서브스크립션 비즈니스 대상 2022」특별상[2]
- 2022년：「CSO 포럼 2022」 그랑프리・오사카 로타리 클럽상[3]
- 2023년 4월: 오사카부에서 “오사카 환경상” 대상[4]